# Cal
Cal (ang. inch; skrót lub symbol: in albo ″) – pozaukładowa jednostka miary długości, odpowiadająca początkowo potrojonej długości średniego ziarna jęczmienia. Jedna z tzw. jednostek imperialnych. Stanowi 1/12 stopy. W USA cal jest podstawową jednostką miary, używaną m.in. w budownictwie, medycynie, policji (np. do pomiaru wzrostu człowieka), mechanice i wielu innych dziedzinach. W Polsce stosowany w hydraulice (średnica rur, złącz itp.), jako miara przekątnej ekranów monitorów, telewizorów i innych urządzeń wyświetlających obraz oraz w niektórych dyscyplinach sportowych, jak np. łucznictwo (ze względu na niewielką liczbę producentów profesjonalnego sprzętu, produkowanego w większości w USA).
1″ = 1 in = 1 cal = 25,4 mm, zwany też „calem międzynarodowym”.
W zapisie do oznaczenia cala stosuje się symbol bis (o numerze unikodowym U+2033).

## Wartości cala dawniej
Dawniej cal miał różne wartości, np.:
- 1 cal angielski = 25,3995 mm
- 1 cal polski (staropolski) = 24,8 mm
- 1 cal polski (nowopolski, 1819–1848) = 24,0 mm
- 1 cal pruski (Zoll) = 26,17 mm
- 1 cal francuski (pouce) = 27,06994875 mm (szerokość kciuka króla Francji – prawo 19 Frimaire’a roku VIII (10 grudnia 1799)) dokładnie 750/27706 metra we Francji i Québecu
- 1 cal reński = 26,1541 mm
- 1 cal rosyjski (дюйм od hol. duim „kciuk”) = 25,3995 mm
- 1 cal wiedeński (Wiener Zoll) = 26,3402 mm
- 1 cal hiszpański (pulgada) = 23,2166 mm

Ponadto w USA był jeszcze w użyciu amerykański cal geodezyjny = 25,40005080010158mm, czyli:
- 1 m = 39,37 cali geodezyjnych[1]

Jednostka ta wyszła z użycia w 01.01.2023, i od tego momentu jest używana jedynie w historycznych kontekstach.
Długość cala angielskiego również nie była stała, był on bowiem kilkakrotnie kalibrowany.
- 1819 – około 25,400438 mm
- 1895 – 25,37649999978 mm
- 1922 – 25,399956 mm
- 1932 – 25,399950 mm
- 1947 – 25,399931 mm

## Rury calowe
Średnice zewnętrzne wybranych calowych rur stalowych z uwzględnieniem średniej grubości ścianki:
- 2″ = 60,3 mm; DN 50
- 1½″ = 48,3 mm; DN 40
- 1¼″ = 42,4 mm; DN 32
- 1″ = 33,7 mm; DN 25
- ¾″ = 26,9 mm; DN 20
- ½″ = 21,3 mm; DN 15

Wyjaśnienie: inne wartości są wynikiem grubości ścianki rury o danej średnicy, ponieważ:
- 1 cal = 25,4 mm i w hydraulice rura tzw. 1-calowa ma średnicę 1 cala, lecz jest to rozmiar średnicy wewnętrznej (tj. otworu przepływu),
- rura o wewnętrznej średnicy 1 cal ma ściankę grubości 4,15 mm, uwzględniając grubość ścianki, zewnętrzna średnica rury ma wymiar 33,7 mm (grubości ścianki są różne dla rur o różnych średnicach).